# Nicromo
Nicromo são diversas ligas baseadas em Ni (Níquel) e Cr (Cromo) utilizadas na produção de fios para fabricação de resistores elétricos. São ligas de alta resistividade, próxima a 1,0Ω.mm2/m, e podem trabalhar em temperaturas elevadas, na faixa de 1000 °C-1150 °C. Têm também boa resistência mecânica e boa estabilidade com a temperatura.
Podem conter 15%-25%Cr, 19-80%Ni, sendo o restante normalmente composto por Fe (Ferro).
Por suas excelentes características e seu baixo custo, as ligas Nicromo são as mais usadas como resistências de aquecimento em eletrodomésticos, tais como chuveiros elétricos, torradeiras, ferros de passar, etc.